# Administrators
Administrators is een animatiefilm van regisseur en animator Roman Klochkov. De film was in 2006 Klochkovs afstudeerfilm voor de Koninklijke Academie voor Schone Kunsten in Gent. De korte film won tal van prijzen en werd geselecteerd voor het prestigieuze Internationaal Animatiefilmfestival Annecy en het Montréal World Filmfestival. Administrators wordt gedistribueerd op dvd door het label Selected Shorts.

## Verhaal
Het bos staat in brand en het konijn Egor roept om hulp bij de bosbeambten. Zij sturen hem van het kastje naar de muur. Egor gaat door een helse lijdensweg in zijn zoektocht naar een brandblusser. De bureaucratie eist haar tol en de situatie loopt volledig uit de hand …

## Prijzen en nominaties
- 2006 Françiscus Pycke Prijs - Hogeschool Gent, België
- 2006 Best Student Film - Internationaal Filmfestival van Vlaanderen, Gent, België
- 2006 Canvasprijs - Het Grote Ongeduld, Brussel, België
- 2006 Publieksprijs - Internationaal Kortfilmfestival, Leuven, België
- 2007 SABAM Prijs & BeTv Prijs - Anima, Brussel, België
- 2007 Best Student Film - Tindirindis, Vilnius, Litouwen
- 2007 Studentencompetitie – BAF Animatiefestival, Bradford, Engeland
- 2007 Special Mention - Anima’07, Córdoba, Argentinië
- 2007 Special Mention - I Castelli Animati, Genzano di Roma, Italië
- 2008 Special Mention "Best Music Production"- Festival International du Film d'Aubagne, Aubagne, Frankrijk